# Road Wild 1999
Road Wild 1999 fu un pay-per-view della federazione World Championship Wrestling (WCW); si svolse il 14 agosto 1999 presso lo Sturgis Motorcycle Rally di Sturgis (Dakota del Sud), Stati Uniti.

## Descrizione
Nel main event, Hulk Hogan sconfisse Kevin Nash in un retirement match con in palio il WCW World Heavyweight Championship, costringendo Nash a "ritirarsi" dal wrestling. Nash sarebbe tornato a combattere alla fine del 1999. Altri match importanti in programma videro Randy Savage sconfiggere Dennis Rodman, Goldberg sconfiggere Rick Steiner, Sid Vicious battere Sting e Chris Benoit difendere il WCW United States Heavyweight Championship contro Diamond Dallas Page in un No Disqualification match.

## Risultati
| N. | Risultati | Stipulazione                                                                | Durata |
| -- | --- | --------------------------------------------------------------------------- | ------ |
| 1  | Rey Misterio Jr., Billy Kidman & Eddie Guerrero sconfiggono Vampiro & Insane Clown Posse (Violent J & Shaggy 2 Dope)                                                  | Six-man tag team match                                                      | 12:22  |
| 2  | Harlem Heat (Booker T & Stevie Ray) sconfiggono Kanyon & Bam Bam Bigelow (c)                                                                                          | Tag team match per il WCW World Tag Team Championship                       | 13:06  |
| 3  | The Revolution (Perry Saturn, Shane Douglas & Dean Malenko) sconfiggono The West Texas Rednecks (Barry Windham, Curt Hennig & Bobby Duncum Jr.) (con Kendall Windham) | Six-man tag team match                                                      | 10:57  |
| 4  | Buff Bagwell sconfigge Ernest Miller (con Sonny Onoo) | Single match                                                                | 07:24  |
| 5  | Chris Benoit (c) sconfigge Diamond Dallas Page | No Disqualification match per il WCW United States Heavyweight Championship | 12:24  |
| 6  | Sid Vicious sconfigge Sting | Single match                                                                | 10:40  |
| 7  | Goldberg sconfigge Rick Steiner | Single match                                                                | 05:39  |
| 8  | Randy Savage sconfigge Dennis Rodman | Single match                                                                | 11:30  |
| 9  | Hulk Hogan (c) sconfigge Kevin Nash | Retirement match per il WCW World Heavyweight Championship                  | 12:18  |

## Accoglienza
Nel 2011, a posteriori Jack Bramma di 411Mania diede all'evento un voto di 4.5 [scarso], scrivendo: "L'apice della mediocrità. La WCW tirò avanti ancora per oltre un anno ma stava sensibilmente perdendo colpi a questo punto. Penso che l'idea di un PPV all'aperto poteva essere divertente ma gran parte dello show fa schifo e il booking è pessimo. Forse vedere il 6 man tag team match per assistere a qualche bella mossa da parte di Hennig o l'incontro DDP-Benoit non basta per definirlo uno show decente."